# Linjiang, Guangdong
Linjiang är en köping i sydöstra Kina. Den ligger i Zijin härad i staden Heyuan i provinsen Guangdong, omkring 160 kilometer öster om provinshuvudstaden Guangzhou. Antalet invånare är 30 487. Befolkningen består av 14 929 kvinnor och 15 558 män. Barn under 15 år utgör 23,0 %, vuxna 15-64 år 68 %, och äldre över 65 år 7,0 %.